# Distenia bougainvilleana
Distenia bougainvilleana là một loài bọ cánh cứng trong họ Cerambycidae.